# Mauricio en los Juegos Olímpicos de Barcelona 1992
Mauricio estuvo representado en los Juegos Olímpicos de Barcelona 1992 por un total de 13 deportistas, 6 hombres y 7 mujeres, que compitieron en 4 deportes.
El equipo olímpico mauriciano no obtuvo ninguna medalla en estos Juegos.